# Штальхельм

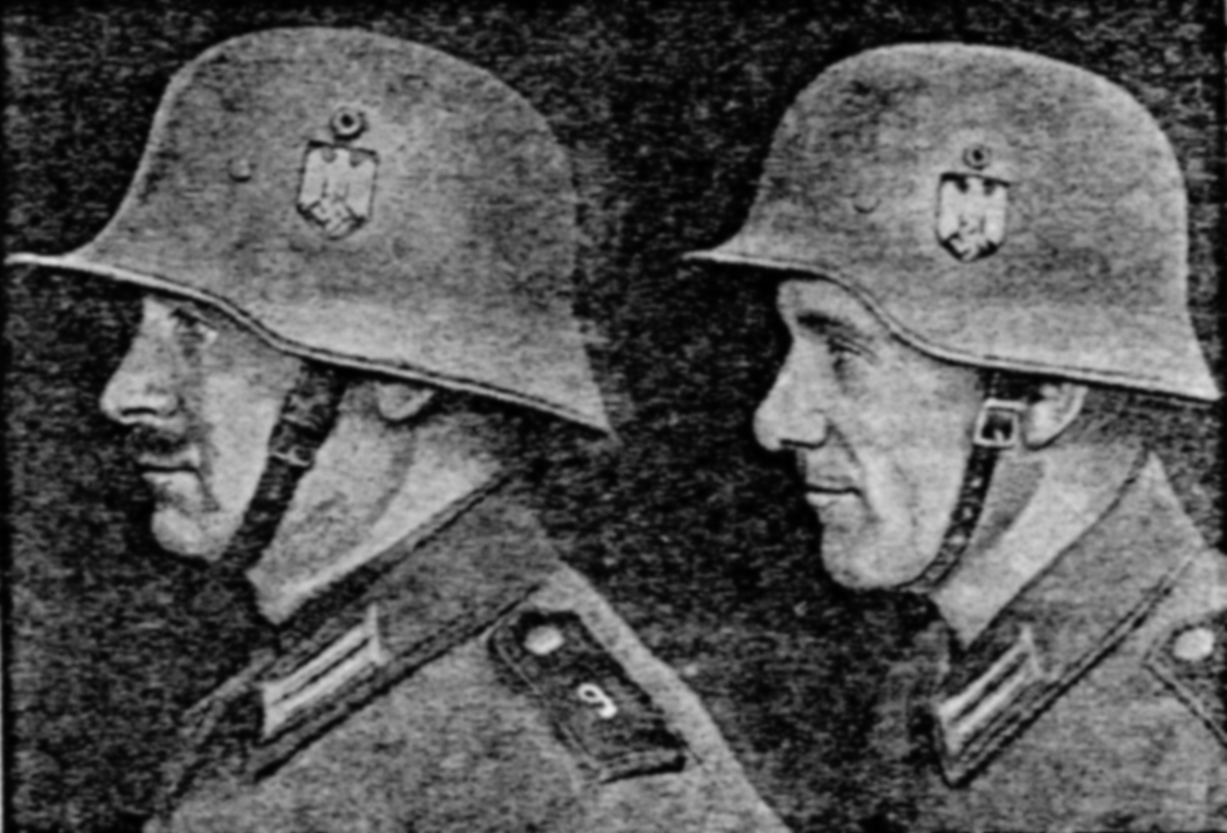
Сравнение шлемов обр. 1918 (слева) и 1935 гг. M18 отличался большей площадью защиты лобовой и шейной частей головы, более глубокой посадкой до уровня надбровных дуг и края ушных раковин.

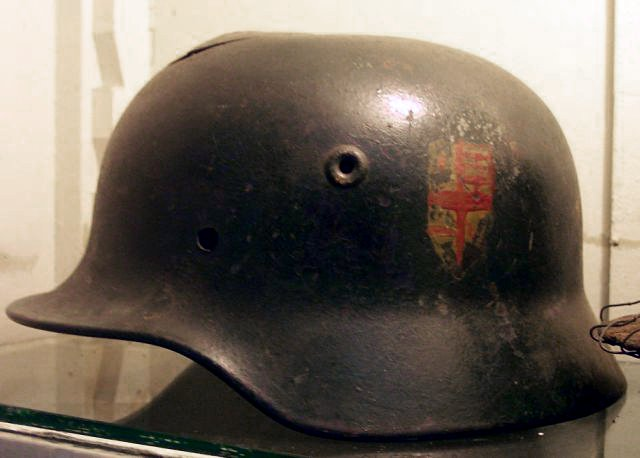
Шлем M40, вид сбоку.

Штальхельм (нем. Stahlhelm, стальной шлем) — пехотная каска, которая под этим названием ассоциируется прежде всего с вооружёнными силами Германии с 1916 по 1945 год. Заменив во время Первой мировой войны пикельхельм, позже штальхельм стал одним из наиболее узнаваемых атрибутов солдат Вермахта.

## История
После того, как маневренную войну 1914 года на Западном фронте сменила окопная война, изменившиеся условия боевых действий предъявили новые требования к защите головы солдат. В странах Антанты и Центральных державах началась разработка касок, защищающих от шрапнели. Для германской армии, чьи рогатые пикельхельмы демаскировали носящих их солдат, этот вопрос встал наиболее остро.
В 1915 году немцы изготовили значительное число касок самых разнообразных форм, проверив их на полигоне и составив технические требования по их форме, толщине металла и весу. Сначала в немецкие войска начали поступать слегка модифицированные версии пикельхельмов, выпущенные в условиях военного времени: не кожаных, а изготовленных из тонкого металлического листа и прессованного картона. Однако их защитные свойства были признаны недостаточными. Позднее в этом году в действовавший на Западном фронте штурмовой инженерный батальон капитана Эрнста Рора (Sturmabteilung Rohr) поступили первые стальные шлемы Stahlhelm. Следующие партии шлемов поступали для экипировки наблюдателей, часовых и снайперов. Конструкцию шлема Stahlhelm разработал доктор Фридрих Шверд (Ганноверский университет). К началу 1916 года Stahlhelm первого образца (позже получивший наименование M1916) начал массово поступать в войска.

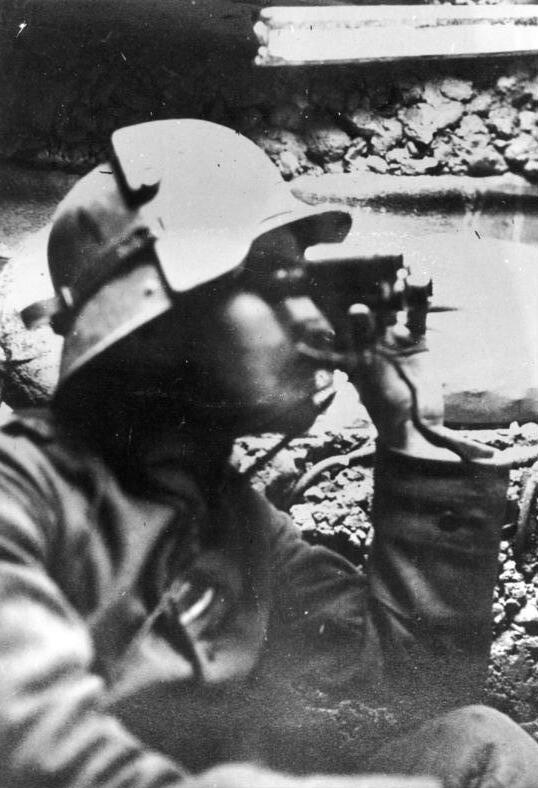
Специальная налобная пластина 6 мм толщины, которая должна была усиливать защиту лобной части каски

Форма шлема была предопределена сочетанием объёмов цилиндрического тела, охватывающего голову, и конусным назатыльником, прикрывающим уши от удара звуковой волны и осколков. Шлем делали из никелевой стали. Внутренняя сторона каски состояла из трёх кусков кожи с обивкой, они регулировались по размеру головы; шлемы также выпускались разных размеров. Подбородный ремешок крепился к металлической оболочке штальхельма.
Две выступающие втулки — «рожки» служили не только для вентиляции, к ним крепилась специальная налобная пластина, которая должна была, по мысли её изобретателей, усиливать защиту лобной части, предназначена для часовых и пулемётчиков, но из-за своей тяжести она использовалась довольно редко, а зимой солдаты их закупоривали. После Первой Мировой войны эксплуатация бронепластины в Германии сошла на нет.

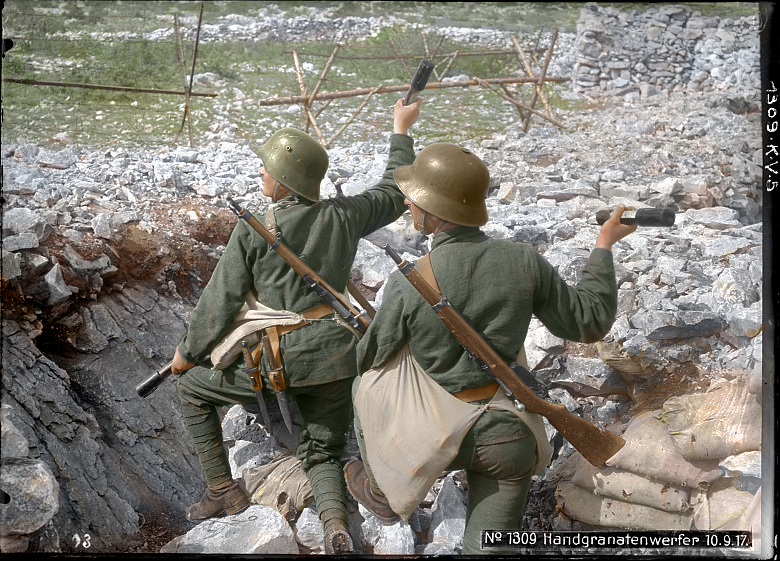
Каски на основе штальхельма были разработаны и внедрены в войска союзником Германии Австро-Венгрией

Модификации M1917 и M1918 были призваны исправить недостатки каски, получившей в целом положительные отзывы. В M1918 ремешок крепился к подкладке шлема, и были изменены боковые края штальхельма с целью усиления слышимости. Каски на основе штальхельма были разработаны и внедрены в войска союзником Германии Австро-Венгрией. Несколько тысяч штальхельмов были посланы другому союзнику — Османской империи.

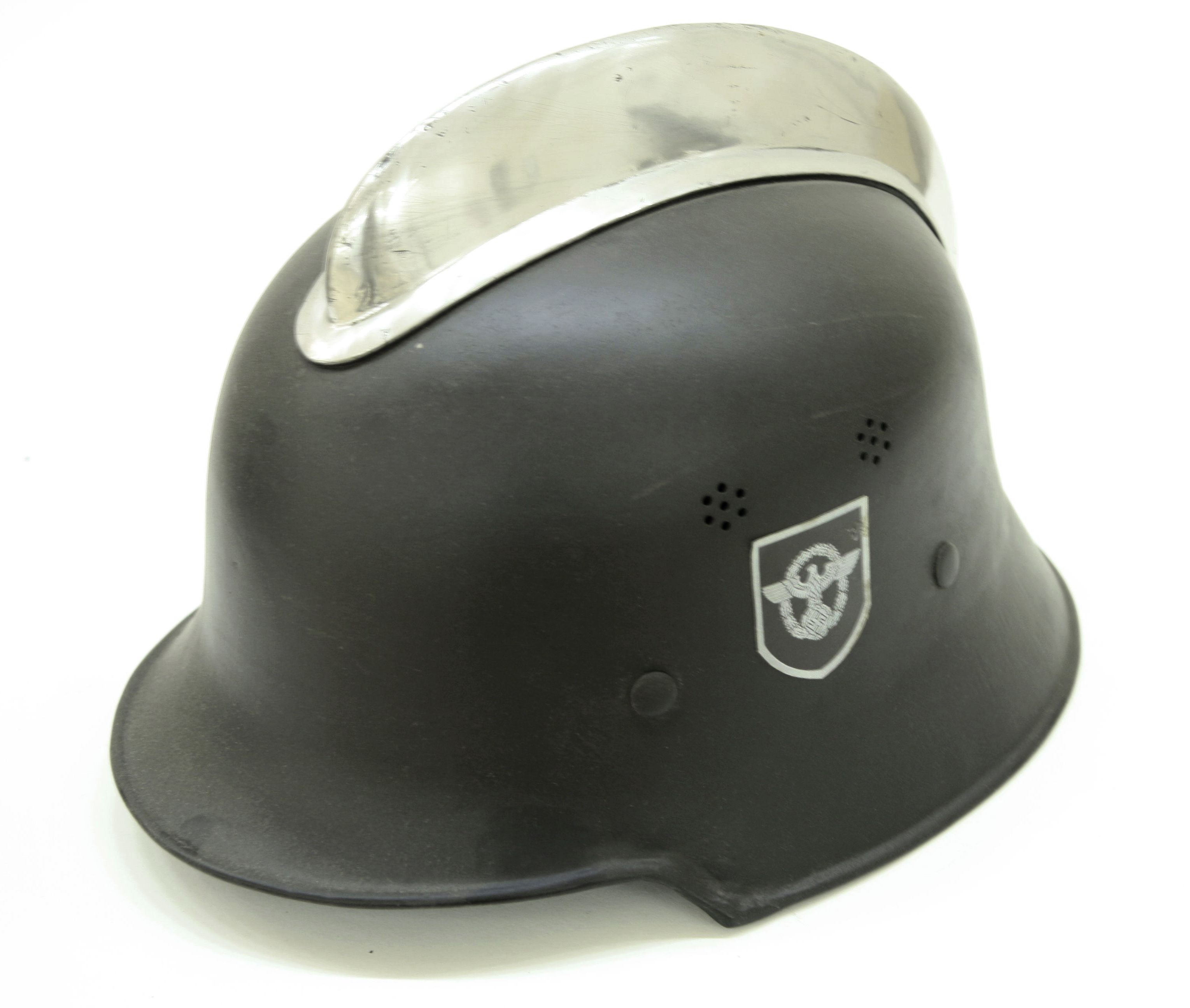
M1933

В 1933 году был разработан шлем M1933, сделанный из вулканизированной фибры, но после того, как в 1935 году в качестве стандартного шлема вооружённых сил был утверждён Stahlhelm M35, каски M1933 были переданы частям гражданской обороны и полиции.
М1935, разработанный при участии Фридриха Шверда, изготавливался путем прессования нескольких листов молибденовой стали. Козырек и закраины штальхельма были уменьшены, модернизированы вентиляционные отверстия. Шлем стал легче, что вместе с новым кожаным подшлемником сделало штальхельм более комфортным. В процессе автоматизации производства М1935 конструкция шлема незначительно изменилась; следующее поколение получило индекс М1940. Отдельная модификация М1935 выпускалась для парашютистов, так как базовый вариант был травмоопасным при приземлении. Сначала от М1935 просто отпиливали закраины шлема, позже был разработан специальный шлем.
Летом 1942 года, в связи с необходимостью увеличения и ускорения объёмов производства шлемов в условиях дефицита ресурсов был создан шлем Stahlhelm M42. М1942 отличался от М1935 качеством стали, которая использовалась в производстве, а во внешнем дизайне — незавальцоваными краями. Также, в проекте находился М1944, следующая ступень в упрощении производства, изготавливался из целого листа металла и имел покатые стороны. Это делало модификацию похожей на иностранные шлемы, что считается причиной отказа от её серийного производства. М1945 практически не отличалась от М1942 за исключением отсутствия вентиляционных отверстий.

В послевоенное время армия ГДР решила оставить для своего шлема название «штальхельм». Внешне он был похож на М1944 или на советские шлемы. Образцом для новых шлемов ФРГ стал шлем M1, штальхельмы же сохранились как экипировка немецких пожарных и пограничников.

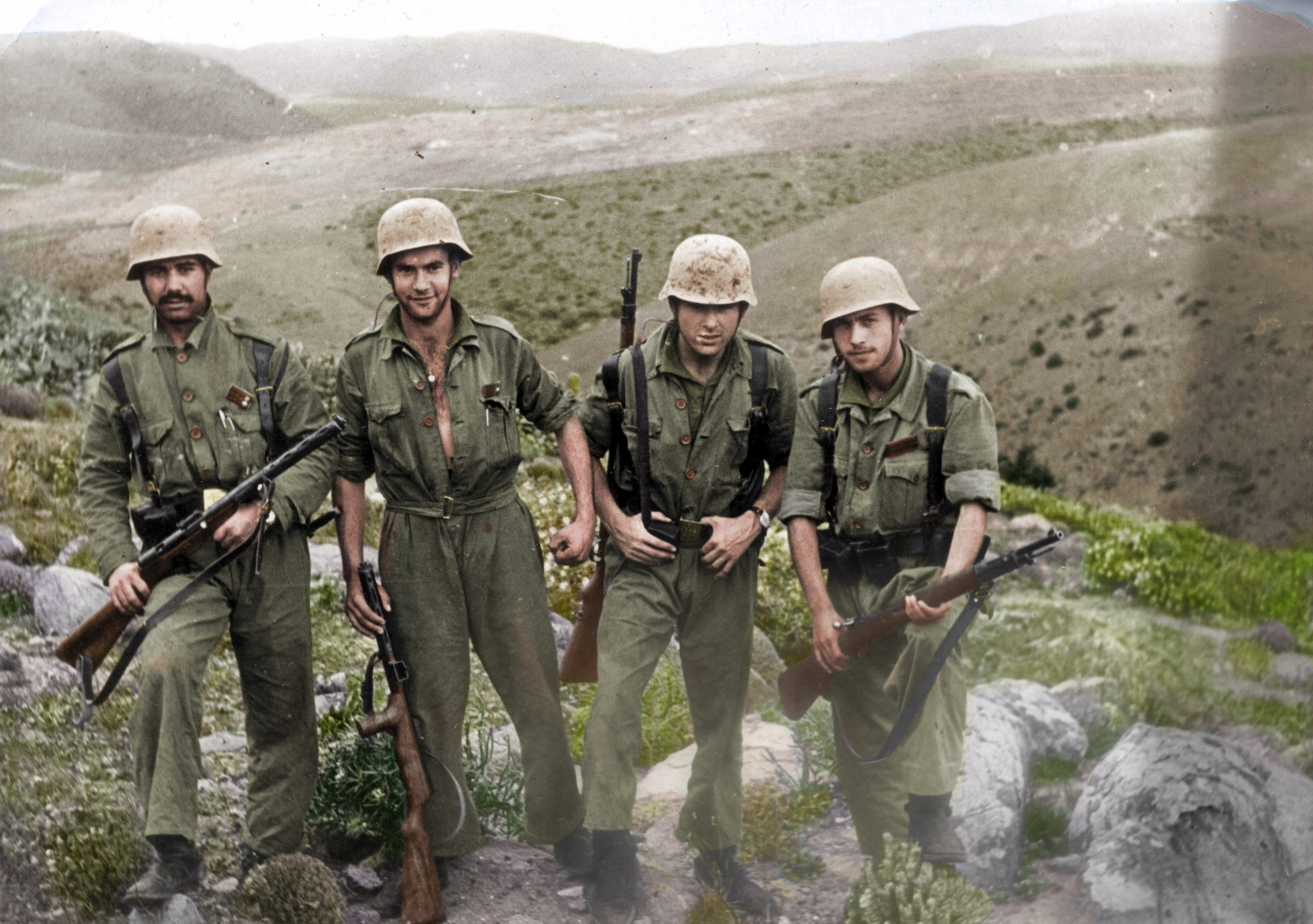
Испанские солдаты в 1958 году, во время войны Ифни.

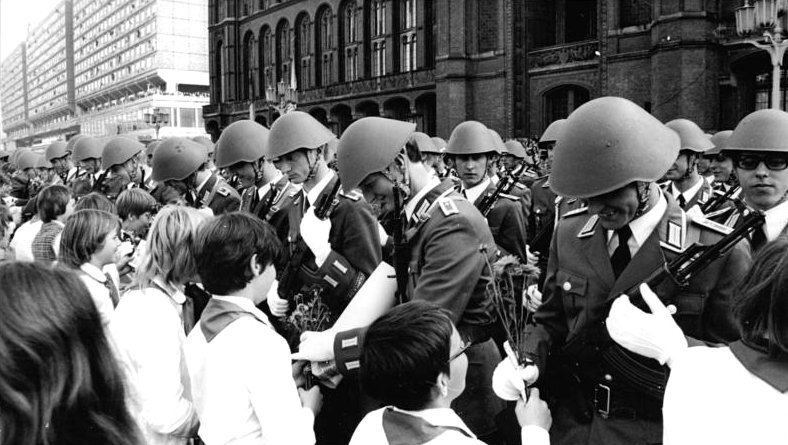
Штальхельм армии ГДР

Германия поставляла свои шлемы армиям нескольких стран, другие самостоятельно разрабатывали шлемы, похожие на штальхельмы. Вскоре после разработки М1935 десятки тысяч экземпляров были отправлены Гоминьдану в соответствии с режимом тесного сотрудничества с Китайской Республикой. Шлемы поставлялись в дружественные Германии страны, на Пиренеи и Южную Америку. Другие дружественные государства, например, Венгрия и Аргентина, сами производили шлемы, взяв за основу штальхельм. Войска некоторых стран пользовались трофейными штальхельмами. Например, в СФРЮ имелось большое количество этих касок, захваченных партизанами во время ВМВ, и они использовались в Югославской народной армии до 1959 года, когда были заменены на каску типа М59.
Несмотря на массовое производство шлемов новых, более совершенных образцов, стальные шлемы «штальхельм» продолжали использовать в ходе Второй мировой войны и даже после её окончания (в ходе гражданской войны в Китае в подразделениях армии Гоминьдана продолжали использовать довоенное защитное снаряжение).

## Процесс изготовления и строение

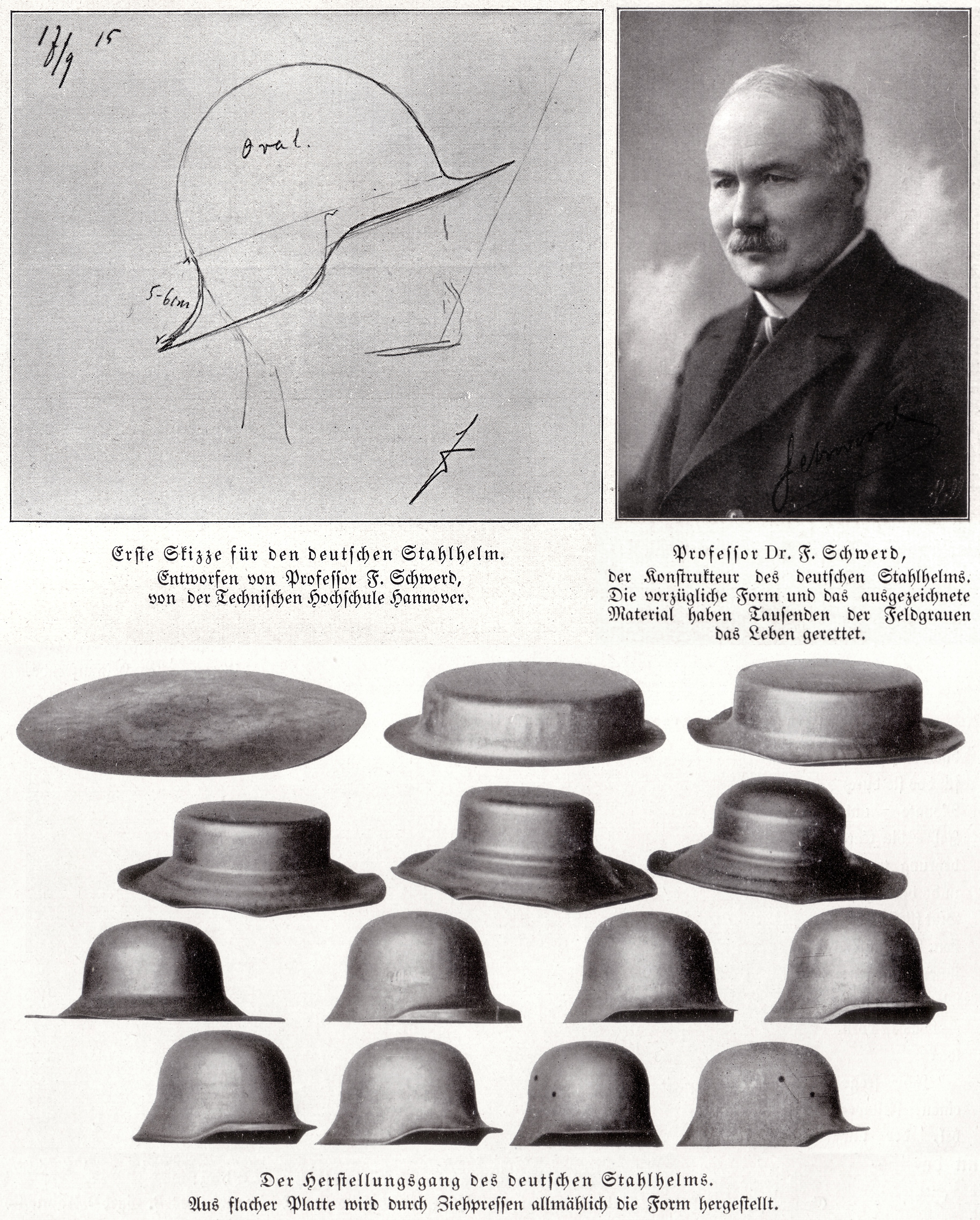
Технологические этапы изготовления шлема M1916, разработанного проф. Фридрихом Швердом.

Изготовлялись каски в периоды Первой и Второй Мировой войны на разных заводах-производителях. Наиболее известными были заводы: Eisenhuttenwerke Thale (ET), Sachsische Emaillerwerk Lauter (SE), Emaillirwerk A. G. Fulda (FS или EF), Quist Esslingen (Q),
где в скобках — клеймо изготовителя. Из круглой листовой заготовки последовательной штамповкой вытягивали колпак, который дорабатывался, проходил закалку, отделку и оснащался подтулейным устройством и подбородочным ремнём.
Подшлемники касок, например шлема М-35, изготовлялись из двух обручей, между которыми крепилась кожаная подкладка. На внешний обруч наносилось клеймо завода-производителя и размера шлема. Серьги (к которым крепился подбородочный ремешок) расположены по бокам. К шлему подшлемник крепился при помощи трёх кламеров: по бокам по одному и один сзади.
Окрашивали каски в разные цвета: чёрный, тёмно-серый, серо-зелёный (фельдграу), оливковый, песочный, зелёный, хаки и т. д.

## Средства маскировки

### Первая мировая война
В период Первой мировой войны появляются первые средства маскировки штальхельмов, которые должны были сделать их менее приметными для вражеских снайперов. Чтобы шлем не давал бликов в полевых условиях, его внешнюю поверхность мазали грязью или надевали поверх шлемов самодельные чехлы из мешковины. В 1917—1918 годах распространяется камуфляжная окраска с геометрическим рисунком, который солдаты на фронте наносили сами.

### Вторая мировая война
В начале Второй мировой войны, когда военные действия характеризовались значительной динамикой, для Вермахта было важнее быстро отличить своих от врагов, отчего средства маскировки были довольно простыми. На штальхельм надевали резиновое кольцо для удержания средств маскировки или чехол из мешочной ткани, который покрывали смесью грязи и песка, чтобы шлем не выделялся на фоне местных предметов. Для снижения заметности шлемы красили матовой краской в более темные оттенки серо-зелёного цвета (фельдграу).
Отдельные солдаты, в основном бойцы разведывательных подразделений и снайперы, делали маскировочные чехлы для своих штальхельмов, используя материал армейских плащ-палаток Zeltbahn с геометрическим камуфляжем, но они ещё не имели широкого распространения в вермахте. Войска СС более широко использовали маскировочные чехлы для штальхельмов уже с 1940 года. Они имели пятнистый камуфляжный рисунок. В 1942—1943 годах средствам маскировки стали придавать большее значение, чтобы увеличить выживаемость солдат. Более широко применяются различные маскировочные чехлы, как самодельные, так и специально сшитые из камуфляжной ткани. Появляются новые виды камуфляжной ткани. Вермахт использовал чехлы с неярким камуфляжным рисунком, таким как осколки (геометрические пятна) и грязь (расплывчатые пятна), а войска СС — более разнообразные варианты, такие как горох, платан, дубовый лист и пальма, имея с одной стороны рисунок для весны-лета, а с другой — на зиму-осень. Распространяются маскировочные сетки из веревок, колючей проволоки, металлической сетки для курятников, на которые дополнительно закреплялись подручные маскировочные средства.

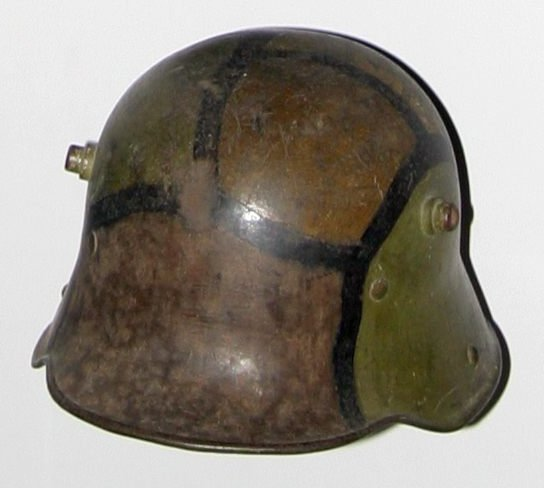
M1916 маскировочной расцветки, «черепаховая». 1918.
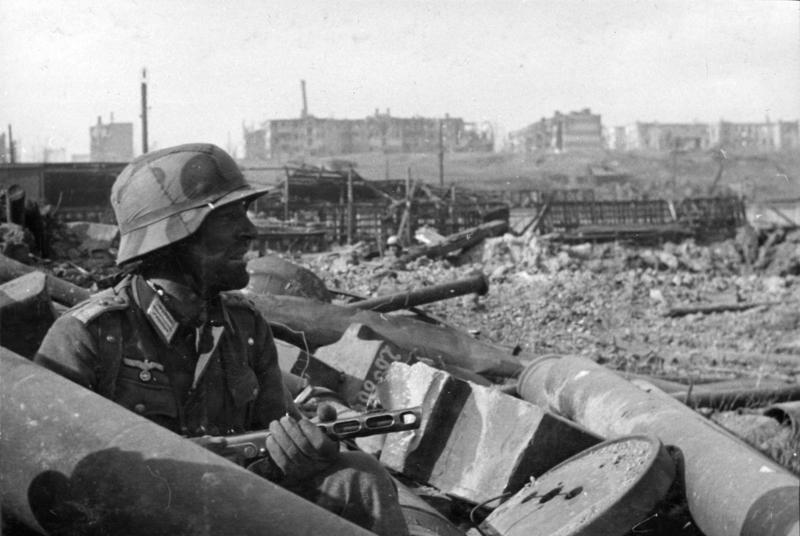
Солдат Вермахта. Поздняя осень 1942 года. Сталинград
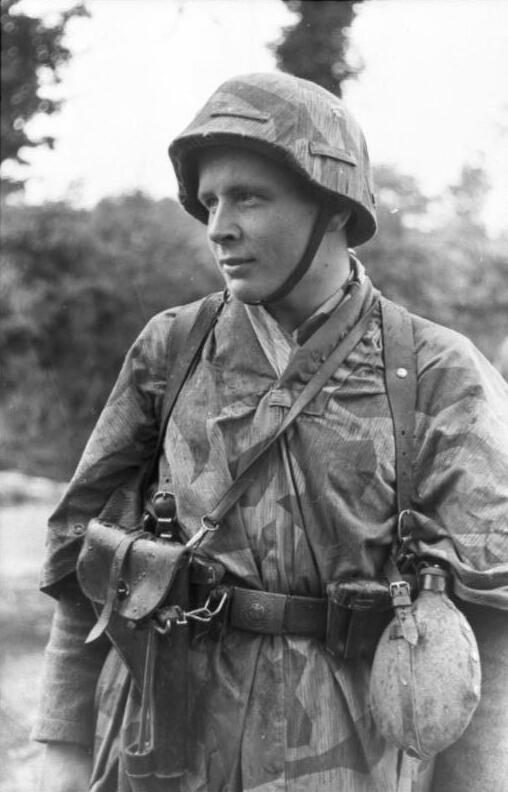
Маскировка штальхельма с помощью чехла
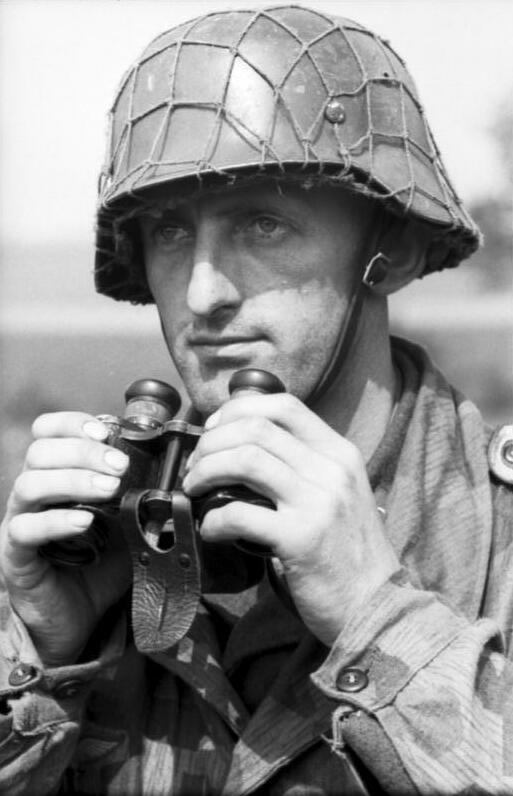
Штальхельм с маскировочной сеткой
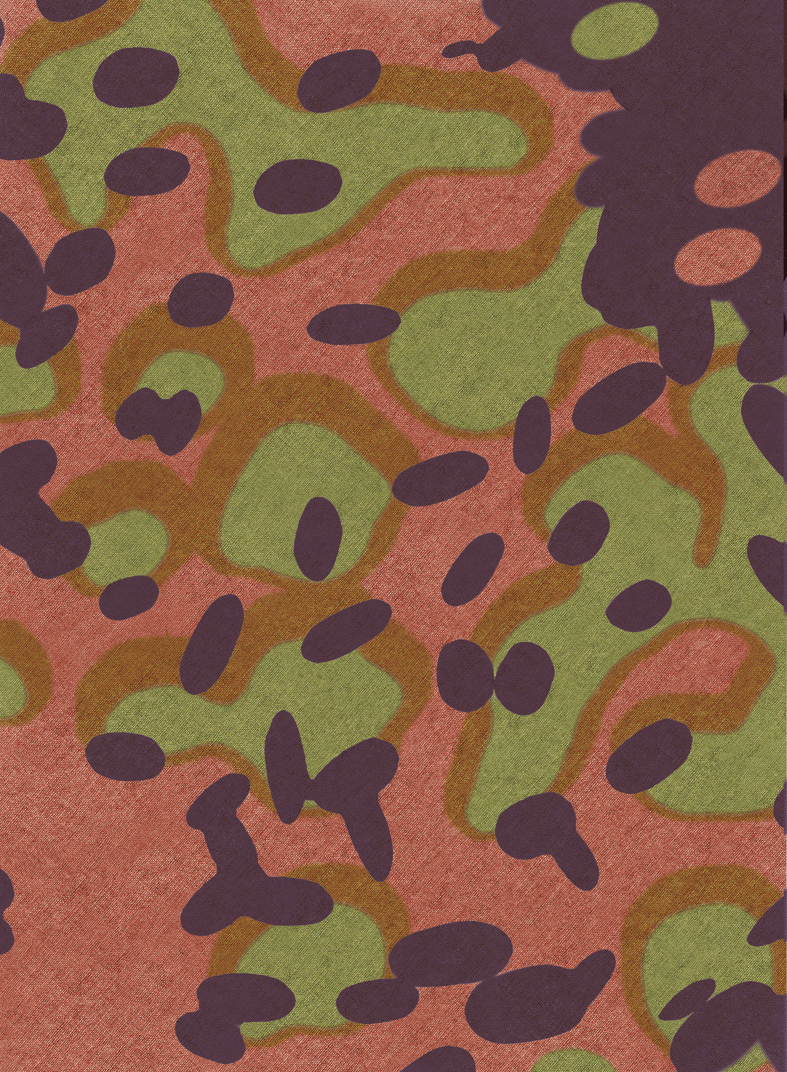
Камуфляж войск СС с рисунком Platanenmuster (лето)
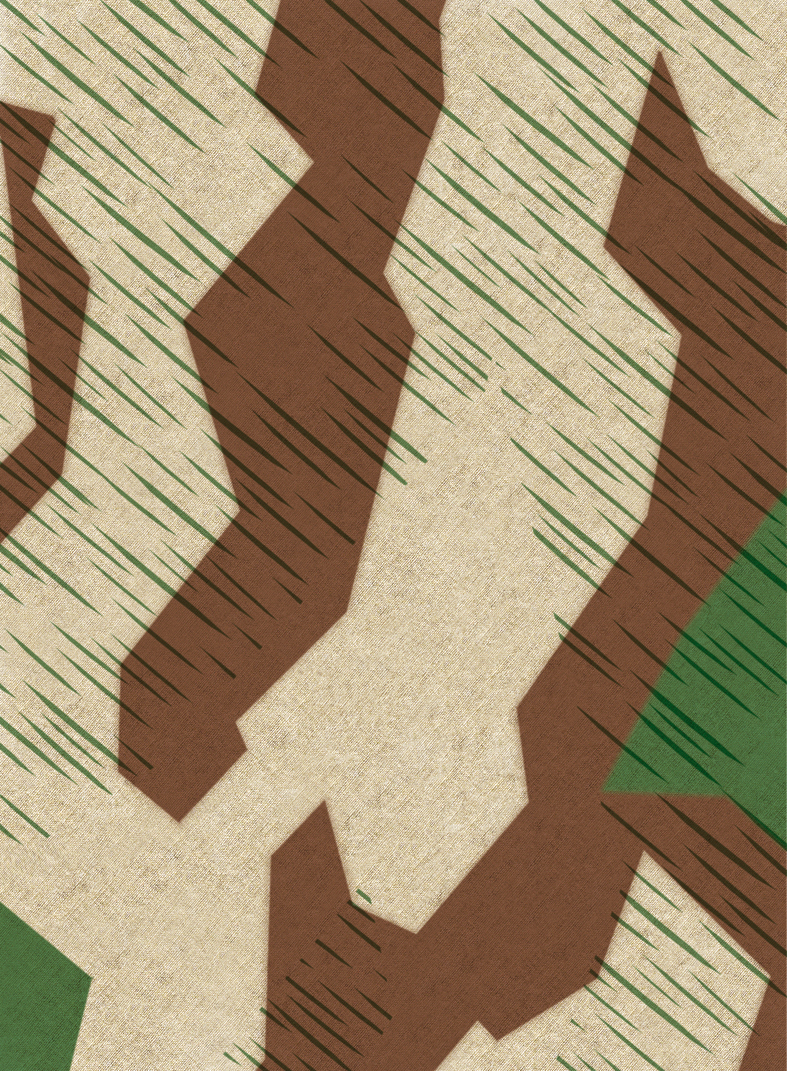
Камуфляж вермахта с рисунком Splittertarn

## Страны-эксплуатанты
- Германская империя
- Австро-Венгрия: использовался под наименованием «Stahlhelm nach deutschem Muster» до распада Австро-Венгрии в 1918 году
- Болгария — после того, как в 1915 году Болгария вступила в первую мировую войну на стороне Центральных держав, в 1915—1918 гг. Германия передала болгарской армии большое количество немецкой полевой формы и стальные каски обр. 1916 года[2]. В 1936 году на вооружение болгарской армии вместо немецкой каски обр. 1916 года была принята стальная каска обр. 1936 года. Новые каски начали поступать в войска с начала 1937 года[3]
- Османская империя — весной 1918 года из Германии и Австро-Венгрии были получены в небольшом количестве штальхельмы, причём существовало две версии: стандартные и особые, которые не имели козырька. По одной из версий объяснялось это тем, что турецким солдатам было легче в таком шлеме совершать намаз касаясь головой земли. Однако Турки приняли на вооружение лишь несколько более 5 тыс. касок этого типа. Остальные каски этой серии «сплавили» фрайкору.
- Польша — после окончания Первой мировой войны, в распоряжении польской армии оказались немецкие каски M1918, в 1930-е годы они были заменены на стальной шлем обр. 1931 года (Hełm wz. 31)
- Австрия — некоторое количество шлемов, находившихся на вооружении австро-венгерской армии во время первой мировой войны осталось в распоряжении австрийской армии
- Венгрия — некоторое количество шлемов, находившихся на вооружении австро-венгерской армии во время первой мировой войны осталось в распоряжении венгерской армии
- Чехословакия — некоторое количество шлемов, находившихся на вооружении австро-венгерской армии во время первой мировой войны осталось в распоряжении чехословацкой армии. Так же по образцу стального шлема австро-венгерского образца с 1920 года выпускался шлем Vz.20.
- Аргентина
- Боливия
- Колумбия
- Мексика — в 20-е годы до замены их на каску Адриана.
- Чили — почётный караул
- Третий рейх — официально приняты на вооружение Вермахта, использовались в иных вооружённых военизированных формированиях
- Ирландия — получив в 1922 году независимость от Великобритании Ирландское правительство выбрало для национальной армии немецкий штальхельм. Однако, заказывать эти шлемы в Германии было невозможно из-за наложенных ограничений по условиям Версальского договора. Выход всё же был найден. Шлемы германского типа для Ирландии изготавливали на фабрике Vickers в Великобритании.
- Китайская Республика
- Германия — использовалась федеральной пограничной полицией Bundesgrenzschutz.
- СССР — трофеи после Гражданской и Первой мировой войн, в прибалтийских частях РККА после присоединения Прибалтики.
- Латвия — в период независимости 1918—1940 годов.
- Литва — в период независимости 1918—1940 годов.
- Эстония — в период независимости 1918—1940 годов.
- Финляндия — После обретения независимости Финляндии и формирования национальных вооруженных сил для их экипировки во Франции были заказаны 15 000 касок Адриана, а также французы продали финнам трофейные немецкие штальхельмы М1916, М1917 и М1918. Помимо других шлемов, они использовались в финской армии и в Зимнюю войну 1939—1940 годов и в Войне-продолжении 1941—1944 годах.
- Независимое государство Хорватия - использовались хорватскими вооружёнными силами во время Югославской оккупации.
- Афганистан — Почётный караул короля, а затем и президентов Афганистана.  (Фотография с самим почётным караулом короля и президента Афганистана)

## Галерея

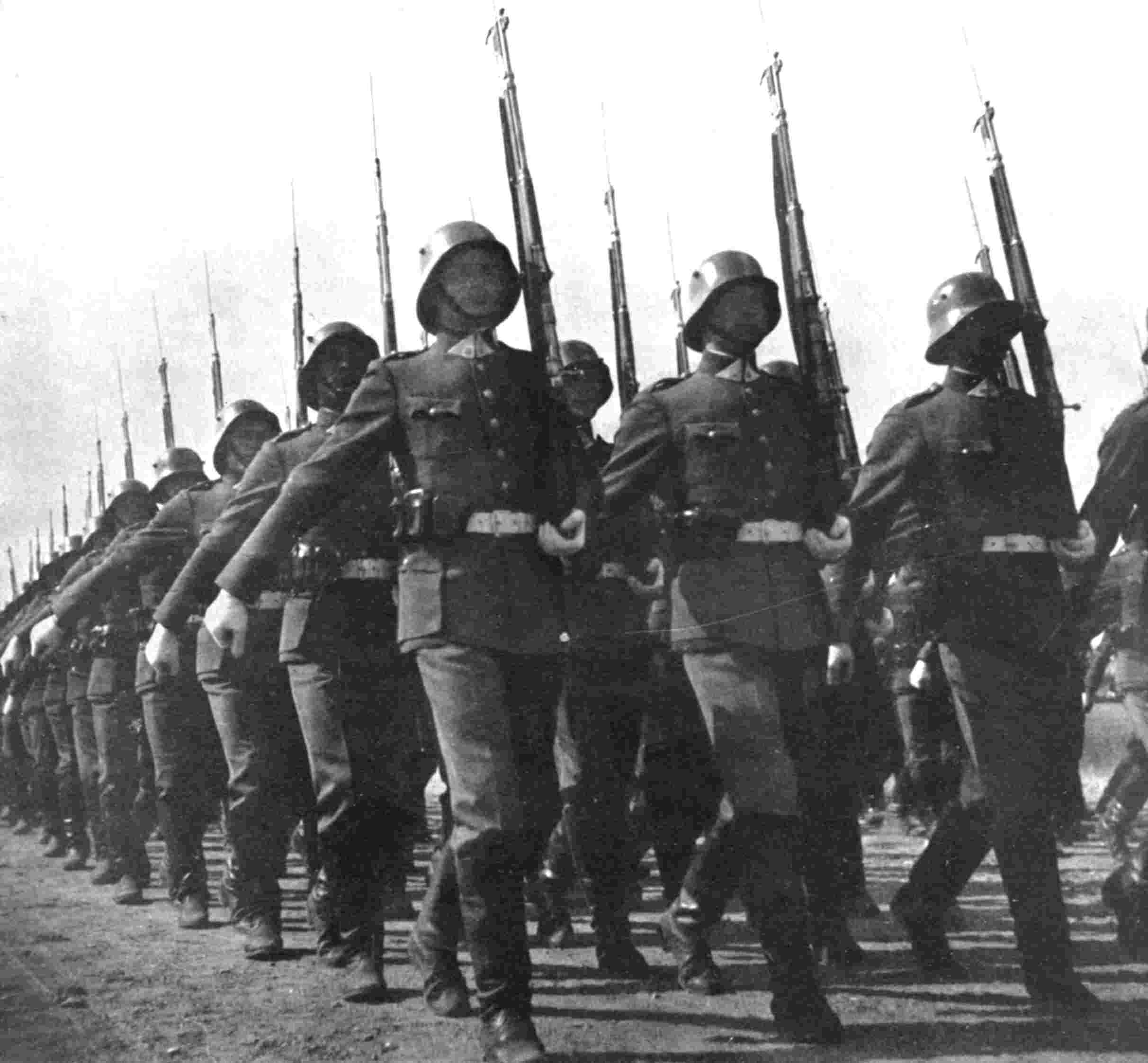
Литовские солдаты на марше, 1938
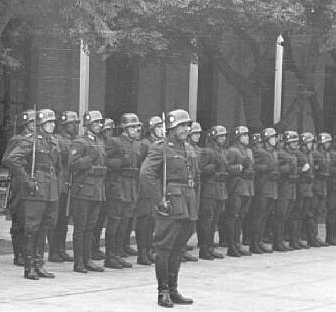
Аргентинские солдаты на праздновании Дня независимости в Буэнос-Айресе. 9 июля 1941
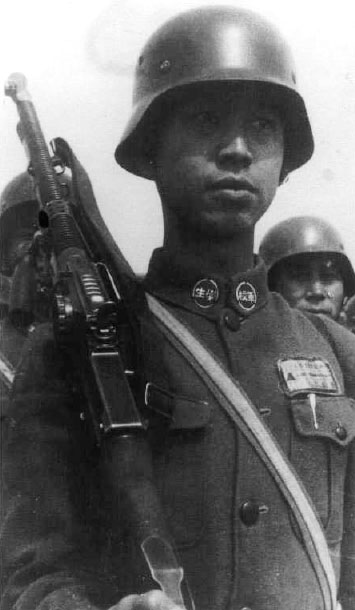
Курсант центральной военной академии, Китайская республика, 1930-е годы
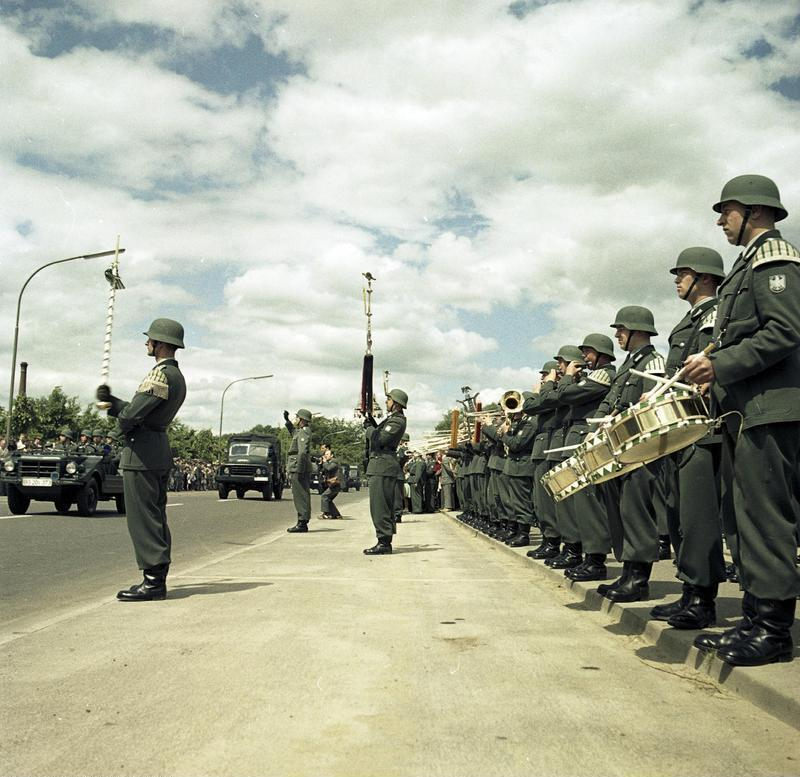
Экипировка немецких пограничников (Bundesgrenzschutz). 1961
Анте Павелич с бойцами хорватского 369-го полка, у которых используются шлемы Штальхельм М35

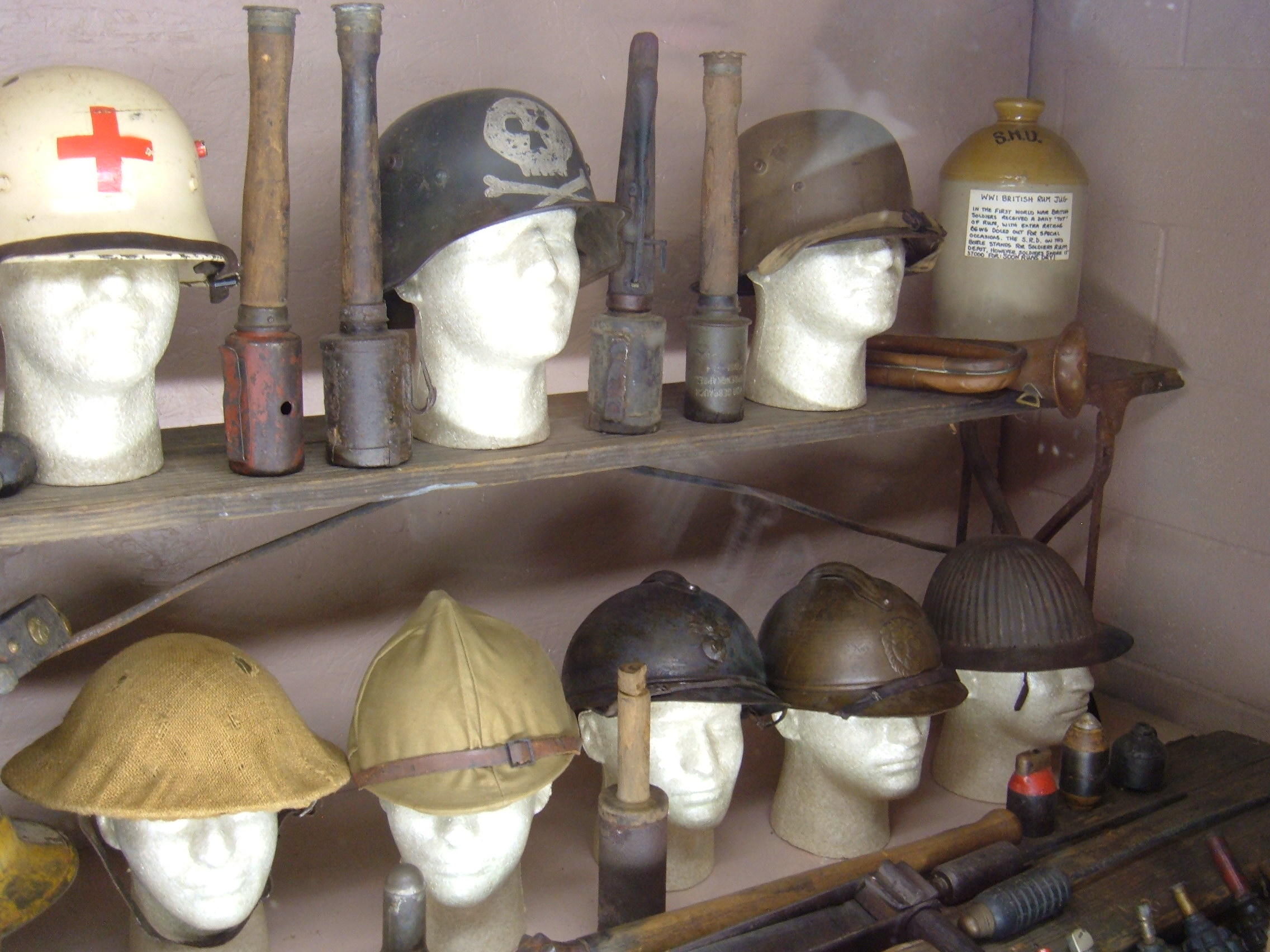
Английская каска Броди по сравнению с германским штальхельмом и французской каской Адриана